# Виментин
Виментин (англ. Vimentin) — белок промежуточных филаментов соединительных тканей и других тканей мезодермального происхождения. Промежуточные филаменты присутствуют во всех клетках животных и в бактериях, и наряду с микротрубочками и актином участвуют в построении цитоскелета. Несмотря на то, что большинство промежуточных филаментов — это устойчивые структуры, в фибробластах содержащие виментин филаменты является динамической структурой. Этот белок используется как маркер мезодермальных тканей.

## Строение
Мономер виментина, как и все другие белки промежуточных филаментов, имеет центральную α-спираль, заканчивующуюся с одной стороны карбоксигруппой (хвост), а с другой — аминогруппой (голова). Два мономера закручиваются друг вокруг друга, формируя биспиральные димеры. Два димера формируют тетрамер, которые, в свою очередь, формируют лист, взаимодействуя с другими тетрамерами. α-спирали содержат гидрофобные аминокислоты, которые образуют  гидрофобные поверхности спиралей. Эти поверхности позволяет двум α-спиралям соединиться и образовать биспираль. Кроме того, у виментина есть закономерное распределение кислых и основных аминокислот, которое играет важную роль в стабилизировании биспиральных димеров, способствуя образования ионных связей.

## Функция
Виментин прикрепляется к ядру, эндоплазматическому ретикулуму (ЭПР) и митохондриям. Виментин играет значительную роль в закреплении органелл и поддержании их положения в цитоплазме.
Динамическая природа виментина важна для изменения формы клеток. Именно виментин обеспечивает прочность клеток и их устойчивость к механическому стрессу. Поэтому считается, что виментин — компонент цитоскелета, отвечающий за поддержание целостности клетки. Показано, что клетки, лишенные виментина, крайне чувствительны к механическим повреждениям. 
Результаты исследования на трансгенных мышах, у которых отсутствовал  виментин, тем не менее, показали, что организм таких мышей работал нормально, хотя заживление ран у них происходило медленнее. Возможно, что сеть микротрубочек компенсировала отсутствие сети промежуточных филаментов. Это подкрепляет предположение о существовании взаимодействий между микротрубочками и виментином. На существование такого взаимодействия указывает также реорганизация виментинового цитоскелета в присутствии агентов, деполимеризующих микротрубочки. Итак, в основном виментин отвечает за поддержание формы клетки, обеспечивает её целостность и участвует во взаимодействиях разных систем цитоскелета.
Кроме того, виментин управляет транспортом липопротеинов малой плотности (LDL) и образующегося из них холестерина из лизосомы до участков клетки, где происходит их этерификация. При  блокировании транспорта полученного из LDL холестерина клетки накапливали намного более низкий процент LDL, чем нормальные клетки с виментином. Обнаружение этой функции виментина — первый пример взаимосвязи между обменом веществ в клетке и работой сети промежуточных филаментов.
Виментин также играет роль в образовании агресом, формирую клетку вокруг агрегируемого белка.

## Клиническое значение
Виментин используется в качестве онкомаркера саркомы для идентификации мезенхимы.
Метилирование гена виментина может быть использовано в качестве маркера колоректального рака. Кроме того, статистически значимые уровни метилирования виментина также наблюдаются в патологиях верхних отделов желудочно-кишечного тракта, таких как пищевод Барретта, аденокарцинома пищевода и рак желудка кишечного типа. Также метилирование виментина является негативным прогностическим фактором при гормоно-положительном раке груди.
Отрицательная регуляция виментина была выявлена в папиллярном раке щитовидной железы .